# 棕櫚泉生育診所爆炸案
太平洋夏令時間2025年5月17日，美國加利福尼亞州棕櫚泉一間生育中心發生汽車炸彈襲擊，造成1人當場喪生
、4人受傷。當局形容事件是自2018年阿利索維耶霍郵包炸彈案以來，聯邦調查局在南加利福尼亞州調查過最嚴重的爆炸案件之一。

## 背景
案發地點為「棕櫚泉美國生殖中心」，該診所由「美國生殖中心」營運，提供體外受精、基因檢測及捐卵等生育服務。這間診所是整個科切拉谷地唯一提供全方位生殖服務的設施，鄰近沙漠區域醫療中心，地址為北印第安峽谷大道1199號。

## 爆炸
太平洋夏令時間2025年5月17日上午約10時52分，一輛2010年款銀色Ford Fusion房車在加利福尼亞州棕櫚泉一間生育診所後方的停車場發生爆炸。事發時診所尚未開門營業，一名醫生表示，院方職員安然無恙，主要醫療設施亦未受波及。網上流傳的片段顯示，診所其中一棟建築物牆身炸出大洞，並有明顯結構損毀。附近多幢建築亦受波及，多扇窗戶碎裂。現場檢獲一個三腳架及一部攝錄機。爆炸造成1名在車輛附近人士死亡，另有4人受傷。死者身份仍未確認。有片段及目擊者指，在診所外的道路上發現疑似人體殘肢。據報爆炸威力強烈，逾1英里（1.6）外亦能感受到震動。
當日下午，聯邦調查局洛杉磯辦公室副主任阿基爾·戴維斯證實，爆炸由汽車炸彈引發，案件正按恐怖襲擊處理。他補充，當局已有一名關注對象，但暫時未對任何人展開搜捕行動。

## 疑犯與調查

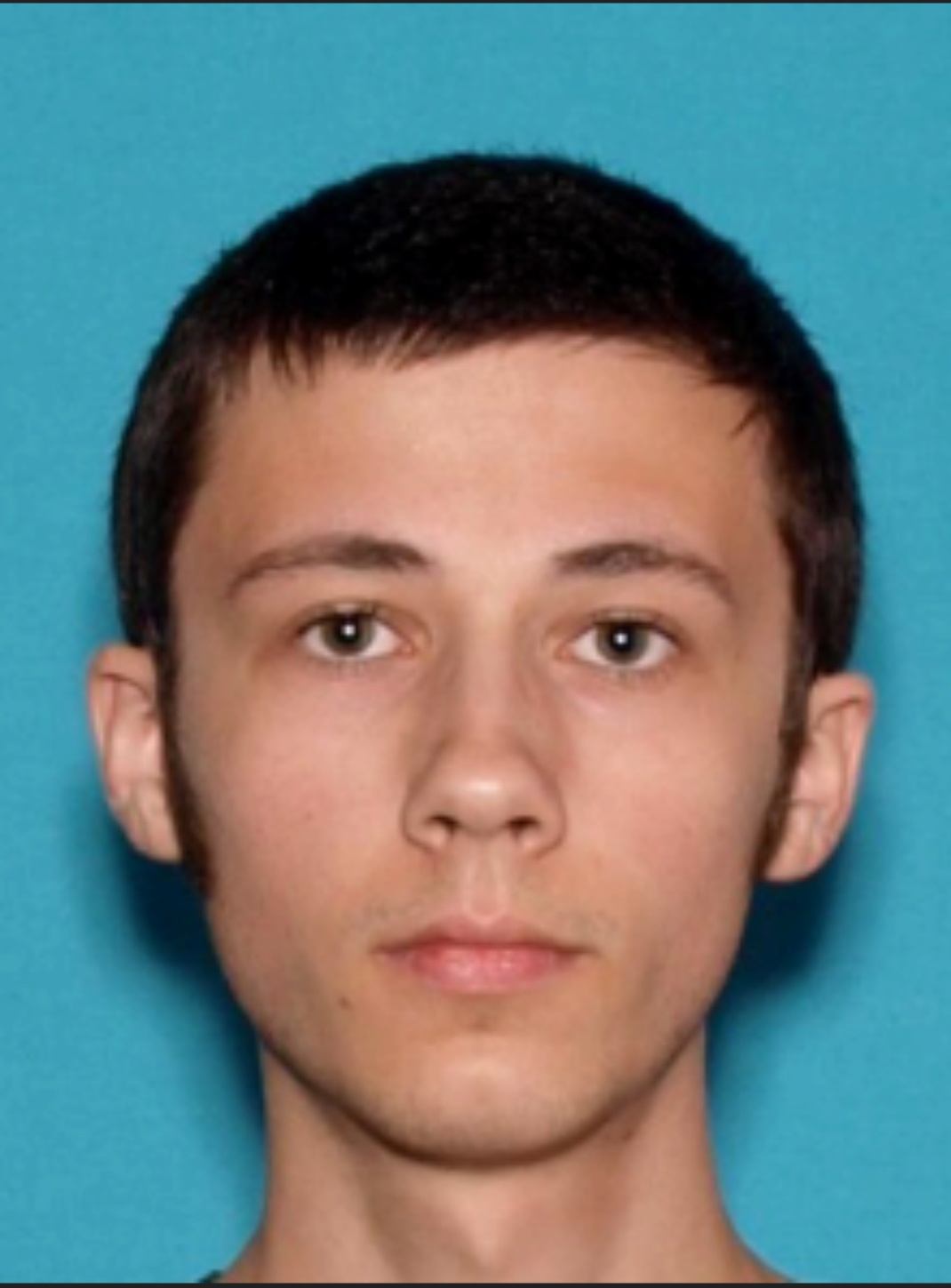
聯邦調查局公開巴特庫斯的照片

聯邦調查局確認爆炸案疑犯為25歲男子蓋伊·愛德華·巴特庫斯（Guy Edward Bartkus），生於1999年9月，來自加利福尼亞州二十九棕櫚村，曾任電腦技術員。當局形容他持有「虛無主義觀點」。據報巴特庫斯曾在網上上傳一段影片，承認自己是爆炸案主謀，並自稱是「支持死亡主義者」（pro-mortalist）。他在一份宣言中聲稱，人類「從未被賦予選擇存在的同意權」。他亦遺下一段長達30分鐘的錄音，詳細闡述其襲擊動機。聯邦調查局事後表示，巴特庫斯事前並不在他們的監察名單之上。5月18日，聯邦調查局在記者會上表示，他們相信爆炸中身亡的正是巴特庫斯本人。
案發當日，聯邦調查局聯同聖貝納迪諾縣警局，在二十九棕櫚村Adobe Road一帶執行搜查令，並疏散該區及鄰近地區數十戶住宅。

## 反應
巴特庫斯現年75歲的父親向《紐約時報》表示，自己已有十年沒有見過兒子，當親屬通知他兒子涉案時感到極度震驚。他形容兒子「容易受影響」，經常被「損友拖累」，並提到曾有朋友帶他到由其家人經營的拆車場內砸爛汽車。
加利福尼亞州州長加文·紐森發聲明表示，他與妻子「心繫所有受影響的人」。